# Milan Perendija
Milan Perendija (in serbo Милан Перендија?; Belgrado, 5 gennaio 1986) è un ex calciatore serbo, di ruolo difensore.

## Carriera

### Club
Cresciuto nelle giovanili del Partizan, fa il suo esordio da calciatore professionistico nel 2007 militando per una stagione nel Vardar, per poi trasferirsi in Romania, nell'Oțelul Galați, dove gioca per quattro stagioni a buon livello. Lascia il campionato rumeno per quello russo quando arriva la chiamata del Mordovija Saransk, nel 2013, prima del ritorno in patria, nella stagione 2016/17, al Radnički Niš, dove però viene schierato poco e a fine anno espatria nuovamente, destinazione Gas Metan Mediaș. L’esperienza questa volta dura poco, perché durante la sessione di trasferimenti invernali, si accasa con il Rad.

## Palmarès

### Club

#### Competizioni nazionali
- Liga I: 1

Oțelul Galați: 2010-2011
- Supercupa României: 1

Oțelul Galați: 2011